# Lilltjärnen (Föllinge socken, Jämtland, 706193-142447)
Lilltjärnen är en sjö i Krokoms kommun i Jämtland och ingår i Indalsälvens huvudavrinningsområde.